# Уайтмен, Юнисон
Ю́нисон Уа́йтмен (англ. Unison Whiteman; 1939 год, Гренада — 19 октября 1983 года, там же) — гренадский политический и государственный деятель, министр иностранных дел в 1982—1983.

## Биография
Родился и вырос на небольшой ферме в Винсенне (округ Сент-Дэвид, Гренада). После окончания колледжа (Presentation College) отправился в США, где поступил в Говардский университет (в 1969 году получил степени бакалавра искусств, бакалавра в области государственного управления и степень магистра экономики сельского хозяйства).
После того, как вернулся в Гренаду, был соредактором газеты FORUM и преподавал историю в своей alma mater, пока его взгляды, раздражавшие правое правительство Гейри, не привели к увольнению. С 1970 тесно сотрудничал с набиравшим авторитет оппозиционным деятелем Морисом Бишопом, организовывал демонстрации и забастовки.
Один из лидеров Движения народных ассамблей (MAP, Movement for Assemblies of the People), которое идеологически базировалось на африканском социализме, исповедовало концепции уджамаа в версии танзанийского президента Джулиуса Ньерере. Позиционировалось как леворадикальное, но первоначально немарксистское, выступало за развитие «прямой демократии».
На парламентских выборах в феврале 1972 года Ю. Уайтмен баллотировался от оппозиционной Национальной партии Герберта Блейза, потерпел поражение. После этого основал в Сент-Джорджесе движение ДЖУЭЛ (JEWEL, Joint Endeavour for Welfare, Education, and Liberation — «Совместное стремление к благосостоянию, образованию и освобождению»), которое занималось развитием кооперативного движения, социальным развитием, организацией культурной и спортивной деятельности, ориентируясь преимущественно на сельское население, акцентируя проекты аграрной кооперации и вскоре стала популярной, распространив свою деятельность по всему острову.
11 марта 1973 года произошло объединение JEWEL с Движением MAP М. Бишопа и несколькими небольшими оппозиционными организациями. Оба политика стали сосекретарями-координаторами Движения Нью-ДЖУЭЛ, которое ставило перед собой задачу взять власть в стране для осуществления революционных преобразований, отстранив правящий авторитарный режим. Идеологией Нью-ДЖУЭЛ являлся марксизм-ленинизм, однако организация позиционировалась как социалистическая, но не коммунистическая. В движение вступили также представители ортодоксально-коммунистической марксистско-ленинской Организации революционного образования и освобождения (OREL) Лиэм Джеймс, Эварт Лэйн, Леон Корнуолл, впоследствии также Бернард Корд и Хадсон Остин, впоследствии составившие Революционное правительство Гренады.
На парламентских выборах 7 декабря 1976 был избран в Палату представителей одним из 6 кандидатов от оппозиции, получив в своём округе 55,95 % голосов.
После переворота (13 марта 1979) и прихода Нью-ДЖУЭЛ к власти стал одним из 14 человек, названных 16 марта 1979 года в составе Временного революционного правительства, был назначен главой министерства сельского хозяйства, туризма и рыболовства. Проводил реформаторско-революционную политику, взяв за образец социалистические страны, прежде всего, Кубу.
В 1982 назначен министром иностранных дел. Выступал с проектами региональной интеграции на социалистической основе. Это осложнило отношения Гренады с такими странами, как Ямайка, Барбадос, Доминика, Сент-Люсия, Сент-Винсент и Гренадины.
Выступил с заявлением на Второй специальной сессии Организации Объединенных Наций по разоружению 23 июня 1982 года. В частности, сказал: 

«…как и многие миролюбивые люди во всем мире, правительство и народ Гренады глубоко обеспокоены количественным и качественным увеличением оружия массового уничтожения. Когда я обращаюсь к этой уважаемой Ассамблее, современная цивилизация находится на самом краю пропасти, а человек — покоритель негостеприимных джунглей; приручитель дикарей; создатель ослепительных и сложных цивилизаций — находится под угрозой самоисчезновения».

## Падение революционного правительства и гибель
В партийном и государственном руководстве существовали заметные расхождения: премьер-министр М. Бишоп и Ю. Уайтмен были склонны к популистским экспериментам с «низовой демократией», вице-премьер Бернард Корд и командующий вооружёнными силами Хадсон Остин настаивали на жёсткой централизации и дисциплине.
14-16 сентября 1983 было созвано внеочередное заседание ЦК Нью-Джуэл, на котором в адрес М. Бишопа были выдвинуты конкретные обвинения, за которыми последовало предложение о «совместном руководстве», при котором все государственные вопросы оставались в ведении М. Бишопа, а партийные – в ведении Б. Корда (Уайтмен предложил делегировать Корду определённые функции в качестве заместителя главы партии, предложение не прошло). Данное решение было принято 9-ю голосами при трёх воздержавшихся и 1 против.
Во время своей последовавшей вслед за этим (совместно с Ю. Уайтменом) зарубежной поездки Бишоп решил не выполнять решения ЦК. Помимо этого, по Сент-Джорджесу поползли слухи, что заместитель премьер-министра Бернард Корд и его жена и активный политик Филлис Корд готовили убийство Бишопа. ЦК Нью-ДЖУЭЛ обвинил Бишопа в распространении этих слухов, 12 октября отстранил от партийного поста и поместил под домашний арест.
18 октября Ю. Уайтмен заявил, что он и ещё четыре члена кабинета министров (министр жилищного строительства Норрис Бейн, министром сельского хозяйства Джордж Льюисон, министр туризма и гражданской авиации Лайден Рандханни и министр образования, спорта и по делам женщин Жаклин Крефт) подали в отставку в знак протеста против попытки Корда захватить власть и «навязать себя народу».
Утром 19 октября 1983 4-5-тысячная толпа во главе с Ю. Уайтмэном освободила М. Бишопа из-под домашнего ареста, после чего эта группа направилась к штабу Народной революционной армии в Форт-Руперте на окраине столицы и захватила его: командир форта отдал солдатам приказ не стрелять. Офицеры штаба и охрана были разоружены, началась раздача оружия населению. Узнав об этом, Б. Корд, министр национальной мобилизации Селвин Стрэчан, секретарь по делам молодёжи Дэйв Бартоломью, заместитель министра обороны и безопасности Лиэм Джеймс, оперативный командующий Народной революционной армией подполковник Эварт Лэйн, командующий армией и министр строительства генерал Хадсон Остин, посол на Кубе Леон Корнуолл, секретарь по вопросам информации канцелярии премьер-министра Колвилл Макбарнетт и капитан Джон Вентур собрались на совещание в Форт-Фредерике и после обсуждения приняли решение послать войска для восстановления контроля над штабом армии. На захват форта было направлено подразделение лейтенанта Каллистуса Бернарда, которое выполнило свою задачу, несмотря на то, что было встречено огнём из форта.
После штурма, в ходе которого, по официальным данным, погибли погибли двое военнослужащих (и неизвестное число мирных жителей, возможно, более сотни), М. Бишоп, Ю. Уайтмен и их ближайшие сторонники (всего 11 человек) были расстреляны там же подразделением К. Бернарда. Тела расстрелянных были тайно вывезены солдатами, сожжены и захоронены. На судебном процессе 1984 года бывший секретарь по вопросам информации канцелярии премьер-министра Колвилл Макбарнетт дал показания, что решение об убийстве Бишопа и его ближайших соратников было принято членами ЦК Нью-ДЖУЭЛ во время совещания в Форт-Фредерике.